# Route européenne 003
Ne doit pas être confondu avec la route européenne 3, située en France.
La route européenne 003 est une route reliant Outchkoudouk, au centre de l'Ouzbékistan, à Gaudan, au sud-ouest du Turkménistan.